# تاریخ ادبی ایران
تاریخ ادبی ایران کتابی از علی پاشا صالح است که در سال ۱۳۳۳ منتشر و برندهٔ جایزه کتاب سال سلطنتی شد.